# Liste der Naturdenkmale in Mörschied
Die Liste der Naturdenkmale in Mörschied nennt die im Gemeindegebiet von Mörschied ausgewiesenen Naturdenkmale (Stand 15. Juli 2013).

## Naturdenkmale
| Nr.         | Bezeichnung         | Lage                                                   | Beschreibung                                    | Bild            |
| ----------- | ------------------- | ------------------------------------------------------ | ----------------------------------------------- | --------------- |
| ND-7134-410 | Bei den drei Eichen | westlich des Ortes; Abteilung Bei den drei Eichen Lage | Quercus sp.; drei Stämme auf einem Stock        | Fotos hochladen |
| ND-7134-411 | Zwei Mammutbäume    | Äckerchen, auf dem Friedhof Lage                       | Sequoioideae sp., zwei Bäume; um 1870 gepflanzt | Fotos hochladen |